# 로스트 벨리
로스트벨리는 조선국 첫 보이 그룹이다. 1985년말부터 2000년초반까지 활동한 가수들이다.

## 구성원
파란색 글씨가 리더.
이김원 (李金元) 1962년생
박고성 (朴古姓) 1971년생
김박태 (金朴太) 1970년생
전정서 (全正酉) 1967년생
복산임 (卜山林) 1973년생
이하월 (李下月) 1969년생
박대문 (朴大文) 1970년생
김문전 (金門全) 1963년생
임왕삼 (林王三) 1968년생

## 노래

### 1985
1.After Bihaind
2.Muscat
3.Pink Pink Candy!
4.Oh Happy!
5.Lucky Day

### 1987
6.Ambushes
7.Insadie World
8.ABC Radey!
9.Mantos
10.Piggys...
11.Monthday
12.Padadadadasss
13.Ahhh! Gosht Houes
14.Bye and Hallo

### 1988
15.Gots be Grapes
16.Film

### 2000
17.Dallor
18.Lower
19.Maniania
20.Nusco Pata